# Batavsandbi
Batavsandbi (Andrena batava) är en stekelart som beskrevs av Pérez 1902. Batavsandbi ingår i släktet sandbin, och familjen grävbin.

## Beskrivning
Kroppen har svart grundfärg; på bakkroppen har de två främre tergiterna ljusare behåring än resten. Tergiternas bakkanter har dock längre, ljusbruna fransar. Behåringen är orange hos honan, speciellt på mellankroppen, vit- till gråaktig (vanligen med bruna och svarta markeringar) hos hanen. Honans bakskenben har mörkbrun behåring på framsidan, medan innersidan och hårfransen för polleninsamling är beige. Hanens bakskenben är mörkbruna med lätt, vit behåring. I ansiktet har honan svart behåring, med inslag av ljusbrunt kring antennbaserna, medan hanen har rikligt med vit päls i ansiktet. Hanens käkar är mycket långa. Kroppslängden uppgår till mellan 12 och 13 mm för honan, 10 till 13 mm för hanen.

## Ekologi
Batavsandbiet förekommer i jordbrukslandskap, våtmarker och havsstränder. Arten är starkt specialiserad på videväxter som sälg och krypvide, och beroende av tillgång på sådana för sin överlevnad. I Sverige börjar arten flyga i mars/april i Skåne, något senare i Halland.
Honan gräver ut gångar med larvbon på sandmark. Dessa kan boparasiteras av videgökbi, vars larv lever av den insamlade näringen efter det att värdägget eller -larven dödats.

## Taxonomi
Arten är en förväxlingsart till spetssandbi (Andrena apicata), och räknas därför av vissa forskare som en synonym till denna art.

## Utbredning
Arten är dåligt känd (se även den taxonomiska osäkerheten ovan) men svenska Artdatabanken antar att den i alla fall finns, tämligen sällsynt, i Tyskland och norra Italien. Internationella naturvårdsunionen (IUCN) anger en mera sammanhängande förekomst från Tyskland, över Belgien, Nederländerna, Luxemburg, Tjeckien och Österrike till norra Italien, med mer fläckvisa förekomster i sydvästra Frankrike, Polen, Litauen, Lettland och sydligaste Sverige. Dessutom anges en förekomst från sydöstra Finland, vilket Finlands artdatacenter förnekar: Enligt dem har inga fynd gjorts i landet. IUCN stödjer sig på en källa från 1997.
I Sverige finns arten på Revingefältet i Skåne, sandområden vid Åhus och från kusten i södra Halland upp till Varberg, totalt sett sex lokaler i Skåne och nio i Halland. Dessutom har arten tidigare även observerats i Torna Hällestad, vid Vombsjön och 1915 – 1919 vid Helsingborg. Den är rödlistad som sårbar ("VU") och förefaller minska, främst på grund av markexploatering.
Arten förekommer som sagt inte i Finland.